# Haruno
Haruno (春野町, Haruno-chō) est un ancien bourg du district d'Agawa situé dans la préfecture de Kōchi au Japon.

## Géographie

### Démographie
En 2003, le bourg avait une population de 15 465 habitants, une densité de population de 348,13 hab/km2 et une superficie de 44,94 km2.

## Patrimoine culturel
Le bourg abrite le Tanemaji (種間寺), un temple bouddhique qui constitue la 34e étape du pèlerinage de Shikoku.

## Histoire
Le 1er janvier 2008, le bourg de Haruno est intégré à la ville de Kōchi.